# Rimsdorf
Rimsdorf település Franciaországban, Bas-Rhin megyében. Lakosainak száma 294 fő (2022. január 1.). Rimsdorf Burbach, Domfessel, Mackwiller, Sarre-Union, Sarrewerden és Thal-Drulingen községekkel határos.

## Népesség
A település népessége az elmúlt években az alábbi módon változott:
| Lakosok száma | 317  | 313  | 320  | 308  | 307  | 306  | 309  | 302  | 294  |
|               | 2013 | 2015 | 2016 | 2017 | 2018 | 2019 | 2020 | 2021 | 2022 |